# Šorli
Šorli je priimek več znanih Slovencev:
- Ivan Šorli (1853—1932), pravnik
- Ivo Šorli (1877—1958), pesnik, pisatelj, dramatik, publicist in prevajalec
- Jurij Šorli (*1942), zdravnik pulmolog, prof. MF
- Ljubka Šorli (1910—1993), pesnica
- Jože Šorli, šahist, slovenski prvak 1936
- Jožef Šorli (1901—1944), čevljarski mojster, trgovec in član organizacije TIGR
- Maja Šorli (*1978), psihologinja, dramaturginja, dramatičarka
- Marjan Šorli - Viher (1915—1975), arhitekt
- Marko Šorli (*1946), pravnik, vrhovni in ustavni sodnik
- Mojca Šorli (*1970), korpusna jezikoslovka, prevajalka, sodelavka ISLLV ZRC SAZU
- Peter Šorli (1872—1923), organist in zborovodja
- Peter Šorli (1902—1988), rimskokatoliški duhovnik ter kulturni in prosvetni delavec
- Srečko Šorli (1899—1982), čevljarski mojster, trgovec in član organizacije TIGR
- Tomo Šorli (1881—1923), pravnik in politik
- Veselka Šorli-Puc (1949—2017), slikarka, publicistka

## Etimologija
Šorli oz. Šorl (< iz srvn. Schorre 'škrbina' ali iz srvn. Schor 'lopata', 'motika', oz. iz Schar 'lemež', 'ralo'). Priimek je 1515–1523 izpričan v vaseh Šebrelje, Ljubinj, Obloke, Bačapri Modreju.